# Demián Rugna
Demián Rugna (Haedo, 13 de septiembre de 1979) es un director de cine, guionista, editor de películas de terror y músico argentino.

## Primeros años
De pequeño comienza a crear sus propias historietas recreando sus películas favoritas. Esto lo lleva, varios años después, a estudiar dibujo de historietas con Horacio Lalia, de quien aprende a plasmar visualmente sus historias. En 2003, se licencia en diseño audiovisual en la Universidad de Morón.
En 2005, y tras realizar numerosos cortometrajes dentro del género de terror, escribe el guion original de la película La muerte sabe tu nombre. En 2007 dirige su primer largometraje, basado en uno de sus cortometrajes homónimos La última entrada. En 2008 escribió el guion original de Ellos quieren mis ojos.
Su segunda película como director fue Malditos Sean!, coescrita y codirigida con Fabián Forte, fue estrenada comercialmente en salas nacionales en el año 2013. Entre 2016 y 2017 se estrenaron dos de sus trabajos: No sabés con quién estás hablando y Aterrados. Esta última fue un suceso siendo considerada una de las mejores películas argentinas de terror en años. Si bien su desempeño comercial fue más que destacable dada el limitado estreno con la que contó, tras su desembarco en el servicio de streaming Netflix, la película logró excelentes números de audiencia.
En 2022 Rugna rueda su siguiente largometraje al mismo tiempo que participa en el proyecto Hispanos satánicos, antología de relatos de terror de varios directores latinoamericanos, con su relato titulado Yo también lo vi. La cinta Cuando acecha la maldad, quinto largometraje del director, tuvo su estreno mundial en el Festival de Toronto de 2023 en la sección Midnight Presentations.

## Filmografía
- La última entrada (2007)
- Malditos Sean! (2011): los relatos Cafeomancia y El curandero
- El mate amargo (2012)
- No sabés con quién estás hablando (2016)
- Aterrados (2018)
- Hispanos satánicos (2022): el relato Yo también lo vi
- Cuando acecha la maldad (2023)

## Premios y reconocimientos
- Premio al Mejor Largometraje del Festival de Cine Fantástico de Sitges 2023 por su cinta “Cuando acecha la maldad”.[4]